# Campeonato Mundial de Voleibol Femenino de 2025
El XX Campeonato Mundial de Voleibol Femenino se celebrará en Tailandia entre el 22 de agosto y el 7 de septiembre de 2025 bajo la organización de la Federación Internacional de Voleibol (FIVB) y la Federación Tailandesa de Voleibol.
Competirán en el evento 32 selecciones nacionales afiliadas a la FIVB por el título mundial, cuyo actual portador es el equipo de Serbia, ganador del Mundial de 2022.

## Clasificación
| Competición               | Fecha                                    | Sede                                  | Plazas | Equipos clasificados |
| ------------------------- | ---------------------------------------- | ------------------------------------- | ------ | --- |
| País anfitrión            | 30 de agosto de 2024                     | –                                     | 1      | Tailandia (13) |
| Campeonato Mundial        | 23 de septiembre – 15 de octubre de 2022 | Países Bajos · Polonia                | 1      | Serbia (10) |
| Campeonato Sudamericano   | 19 – 23 de agosto de 2023                | Recife · ( Brasil)                    | 3      | Brasil (2) Argentina (17) Colombia (21) |
| Campeonato Africano       | 16 – 24 de agosto de 2023                | Yaundé ( Camerún)                     | 3      | Kenia (22) Egipto (36) Camerún (27) |
| Campeonato Europeo        | 15 de agosto – 3 de septiembre de 2023   | Bélgica · Alemania · Italia · Estonia | 3      | Turquía (4) Países Bajos (9) Italia (1) |
| Campeonato Norteamericano | 29 de agosto – 3 de septiembre de 2023   | Quebec · ( Canadá)                    | 3      | República Dominicana (11) Estados Unidos (3) Canadá (8) |
| Campeonato Asiático       | 30 de agosto – 6 de septiembre de 2023   | Nakhon Ratchasima ( Tailandia)        | 3      | China (5) Japón (7) Vietnam (33) |
| Ranking Mundial           | 12 de agosto de 2024                     | –                                     | 15     | Polonia (6) Alemania (12) Bélgica (14) República Checa (15) Puerto Rico (16) Ucrania (18) Francia (19) Bulgaria (20) Cuba (23) Suecia (24) México (25) Eslovenia (26) Eslovaquia (28) España (29) Grecia (30) |
| TOTAL                     |                                          |                                       | 32     | 32 |

- ( ) – Entre paréntesis Clasificación mundial de la FIVB al 24 de agosto de 2024 [2].

## Sedes[3]
| Foto | Grupo              | Ciudad            | Instalación                                                       |
| ---- | ------------------ | ----------------- | ----------------------------------------------------------------- |
|      | A, H y Ronda Final | Bangkok           | Estadio Cubierto Huamark                                          |
|      | B y G              | Phuket            | Phuket Municipal Stadium                                          |
|      | C y F              | Chiang Mai        | Chiang Mai International Exhibition and Convention Centre (CMECC) |
|      | D y E              | Nakhon Ratchasima | Korat Chatchai Hall                                               |

## Grupos[4]
| Grupo A Bangkok           | Grupo B Phuket       | Grupo C Chiang Mai | Grupo D Nakhon Ratchasima |
| ------------------------- | -------------------- | ------------------ | ------------------------- |
| Tailandia                 | Italia               | Brasil             | Estados Unidos            |
| Países Bajos              | Bélgica              | Puerto Rico        | República Checa           |
| Suecia                    | Cuba                 | Francia            | Argentina                 |
| Egipto                    | Eslovaquia           | Grecia             | Eslovenia                 |
| Grupo E Nakhon Ratchasima | Grupo F Chiang Mai   | Grupo G Phuket     | Grupo H Bangkok           |
| Turquía                   | China                | Polonia            | Japón                     |
| Canadá                    | República Dominicana | Alemania           | Serbia                    |
| Bulgaria                  | Colombia             | Kenia              | Ucrania                   |
| España                    | México               | Vietnam            | Camerún                   |

## Primera fase
- Todos los partidos en la hora local de Tailandia (UTC+7).

Los primeros dos de cada grupo pasan a la segunda fase.

### Grupo A
- Sede: Estadio Cubierto Huamark

| Equipo       | Partidos | Partidos | Partidos |      | Sets | Sets | Sets  | Puntos | Puntos | Puntos |
| Equipo       | PJ       | PG       | PP       | Pts. | SG   | SP   | Ratio | PG     | PP     | Ratio  |
| ------------ | -------- | -------- | -------- | ---- | ---- | ---- | ----- | ------ | ------ | ------ |
| Tailandia    | 0        | 0        | 0        | 0    | 0    | 0    | -     | 0      | 0      | 0      |
| Países Bajos | 0        | 0        | 0        | 0    | 0    | 0    | -     | 0      | 0      | 0      |
| Suecia       | 0        | 0        | 0        | 0    | 0    | 0    | -     | 0      | 0      | 0      |
| Egipto       | 0        | 0        | 0        | 0    | 0    | 0    | -     | 0      | 0      | 0      |

- Resultados:

| Fecha  | Hora  | Equipo 1     | Sets | Equipo 2     | Set 1 | Set 2 | Set 3 | Set 4 | Set 5 | Total |
| ------ | ----- | ------------ | ---- | ------------ | ----- | ----- | ----- | ----- | ----- | ----- |
| 22 Ago | 17:00 | Países Bajos | :    | Suecia       | -     | -     | -     | -     | -     | -     |
| 22 Ago | 20:30 | Tailandia    | :    | Egipto       | -     | -     | -     | -     | -     | -     |
| 24 Ago | 17:00 | Países Bajos | :    | Egipto       | -     | -     | -     | -     | -     | -     |
| 24 Ago | 20:30 | Tailandia    | :    | Suecia       | -     | -     | -     | -     | -     | -     |
| 26 Ago | 17:00 | Suecia       | :    | Egipto       | -     | -     | -     | -     | -     | -     |
| 26 Ago | 20:30 | Tailandia    | :    | Países Bajos | -     | -     | -     | -     | -     | -     |

### Grupo B
- Sede: Phuket Municipal Stadium

| Equipo     | Partidos | Partidos | Partidos |      | Sets | Sets | Sets  | Puntos | Puntos | Puntos |
| Equipo     | PJ       | PG       | PP       | Pts. | SG   | SP   | Ratio | PG     | PP     | Ratio  |
| ---------- | -------- | -------- | -------- | ---- | ---- | ---- | ----- | ------ | ------ | ------ |
| Italia     | 0        | 0        | 0        | 0    | 0    | 0    | -     | 0      | 0      | 0      |
| Bélgica    | 0        | 0        | 0        | 0    | 0    | 0    | -     | 0      | 0      | 0      |
| Cuba       | 0        | 0        | 0        | 0    | 0    | 0    | -     | 0      | 0      | 0      |
| Eslovaquia | 0        | 0        | 0        | 0    | 0    | 0    | -     | 0      | 0      | 0      |

- Resultados:

| Fecha  | Hora  | Equipo 1 | Sets | Equipo 2   | Set 1 | Set 2 | Set 3 | Set 4 | Set 5 | Total |
| ------ | ----- | -------- | ---- | ---------- | ----- | ----- | ----- | ----- | ----- | ----- |
| 22 Ago | 17:00 | Bélgica  | :    | Cuba       | -     | -     | -     | -     | -     | -     |
| 22 Ago | 20:30 | Italia   | :    | Eslovaquia | -     | -     | -     | -     | -     | -     |
| 24 Ago | 17:00 | Italia   | :    | Cuba       | -     | -     | -     | -     | -     | -     |
| 24 Ago | 20:30 | Cuba     | :    | Eslovaquia | -     | -     | -     | -     | -     | -     |
| 26 Ago | 17:00 | Italia   | :    | Bélgica    | -     | -     | -     | -     | -     | -     |
| 26 Ago | 20:30 | Cuba     | :    | Eslovaquia | -     | -     | -     | -     | -     | -     |

### Grupo C
- Sede: Chiang Mai International Exhibition and Convention Centre (CMECC)

| Equipo      | Partidos | Partidos | Partidos |      | Sets | Sets | Sets  | Puntos | Puntos | Puntos |
| Equipo      | PJ       | PG       | PP       | Pts. | SG   | SP   | Ratio | PG     | PP     | Ratio  |
| ----------- | -------- | -------- | -------- | ---- | ---- | ---- | ----- | ------ | ------ | ------ |
| Brasil      | 0        | 0        | 0        | 0    | 0    | 0    | -     | 0      | 0      | 0      |
| Puerto Rico | 0        | 0        | 0        | 0    | 0    | 0    | -     | 0      | 0      | 0      |
| Francia     | 0        | 0        | 0        | 0    | 0    | 0    | -     | 0      | 0      | 0      |
| Grecia      | 0        | 0        | 0        | 0    | 0    | 0    | -     | 0      | 0      | 0      |

- Resultados:

| Fecha  | Hora  | Equipo 1    | Sets | Equipo 2    | Set 1 | Set 2 | Set 3 | Set 4 | Set 5 | Total |
| ------ | ----- | ----------- | ---- | ----------- | ----- | ----- | ----- | ----- | ----- | ----- |
| 22 Ago | 16:00 | Puerto Rico | :    | Francia     | -     | -     | -     | -     | -     | -     |
| 22 Ago | 19:30 | Brasil      | :    | Grecia      | -     | -     | -     | -     | -     | -     |
| 24 Ago | 16:00 | Puerto Rico | :    | Grecia      | -     | -     | -     | -     | -     | -     |
| 24 Ago | 19:30 | Brasil      | :    | Francia     | -     | -     | -     | -     | -     | -     |
| 26 Ago | 16:00 | Francia     | :    | Grecia      | -     | -     | -     | -     | -     | -     |
| 26 Ago | 19:30 | Brasil      | :    | Puerto Rico | -     | -     | -     | -     | -     | -     |

### Grupo D
- Sede: Korat Chatchai Hall

| Equipo          | Partidos | Partidos | Partidos |      | Sets | Sets | Sets  | Puntos | Puntos | Puntos |
| Equipo          | PJ       | PG       | PP       | Pts. | SG   | SP   | Ratio | PG     | PP     | Ratio  |
| --------------- | -------- | -------- | -------- | ---- | ---- | ---- | ----- | ------ | ------ | ------ |
| Estados Unidos  | 0        | 0        | 0        | 0    | 0    | 0    | -     | 0      | 0      | 0      |
| República Checa | 0        | 0        | 0        | 0    | 0    | 0    | -     | 0      | 0      | 0      |
| Argentina       | 0        | 0        | 0        | 0    | 0    | 0    | -     | 0      | 0      | 0      |
| Eslovenia       | 0        | 0        | 0        | 0    | 0    | 0    | -     | 0      | 0      | 0      |

- Resultados:

| Fecha  | Hora  | Equipo 1        | Sets | Equipo 2        | Set 1 | Set 2 | Set 3 | Set 4 | Set 5 | Total |
| ------ | ----- | --------------- | ---- | --------------- | ----- | ----- | ----- | ----- | ----- | ----- |
| 22 Ago | 16:00 | República Checa | :    | Argentina       | -     | -     | -     | -     | -     | -     |
| 22 Ago | 19:30 | Estados Unidos  | :    | Eslovenia       | -     | -     | -     | -     | -     | -     |
| 24 Ago | 16:00 | República Checa | :    | Eslovenia       | -     | -     | -     | -     | -     | -     |
| 24 Ago | 19:30 | Estados Unidos  | :    | Argentina       | -     | -     | -     | -     | -     | -     |
| 26 Ago | 16:00 | Argentina       | :    | Eslovenia       | -     | -     | -     | -     | -     | -     |
| 26 Ago | 19:30 | Estados Unidos  | :    | República Checa | -     | -     | -     | -     | -     | -     |

### Grupo E
- Sede: Korat Chatchai Hall

| Equipo   | Partidos | Partidos | Partidos |      | Sets | Sets | Sets  | Puntos | Puntos | Puntos |
| Equipo   | PJ       | PG       | PP       | Pts. | SG   | SP   | Ratio | PG     | PP     | Ratio  |
| -------- | -------- | -------- | -------- | ---- | ---- | ---- | ----- | ------ | ------ | ------ |
| Turquía  | 0        | 0        | 0        | 0    | 0    | 0    | -     | 0      | 0      | 0      |
| Canadá   | 0        | 0        | 0        | 0    | 0    | 0    | -     | 0      | 0      | 0      |
| Bulgaria | 0        | 0        | 0        | 0    | 0    | 0    | -     | 0      | 0      | 0      |
| España   | 0        | 0        | 0        | 0    | 0    | 0    | -     | 0      | 0      | 0      |

- Resultados:

| Fecha  | Hora  | Equipo 1 | Sets | Equipo 2 | Set 1 | Set 2 | Set 3 | Set 4 | Set 5 | Total |
| ------ | ----- | -------- | ---- | -------- | ----- | ----- | ----- | ----- | ----- | ----- |
| 23 Ago | 16:00 | Canadá   | :    | Bulgaria | -     | -     | -     | -     | -     | -     |
| 23 Ago | 19:30 | Turquía  | :    | España   | -     | -     | -     | -     | -     | -     |
| 25 Ago | 16:00 | Canadá   | :    | España   | -     | -     | -     | -     | -     | -     |
| 25 Ago | 19:30 | Turquía  | :    | Bulgaria | -     | -     | -     | -     | -     | -     |
| 27 Ago | 16:00 | Turquía  | :    | Canadá   | -     | -     | -     | -     | -     | -     |
| 27 Ago | 19:30 | Bulgaria | :    | España   | -     | -     | -     | -     | -     | -     |

### Grupo F
- Sede: Chiang Mai International Exhibition and Convention Centre (CMECC)

| Equipo               | Partidos | Partidos | Partidos |      | Sets | Sets | Sets  | Puntos | Puntos | Puntos |
| Equipo               | PJ       | PG       | PP       | Pts. | SG   | SP   | Ratio | PG     | PP     | Ratio  |
| -------------------- | -------- | -------- | -------- | ---- | ---- | ---- | ----- | ------ | ------ | ------ |
| China                | 0        | 0        | 0        | 0    | 0    | 0    | -     | 0      | 0      | 0      |
| República Dominicana | 0        | 0        | 0        | 0    | 0    | 0    | -     | 0      | 0      | 0      |
| Colombia             | 0        | 0        | 0        | 0    | 0    | 0    | -     | 0      | 0      | 0      |
| México               | 0        | 0        | 0        | 0    | 0    | 0    | -     | 0      | 0      | 0      |

- Resultados:

| Fecha  | Hora  | Equipo 1             | Sets | Equipo 2             | Set 1 | Set 2 | Set 3 | Set 4 | Set 5 | Total |
| ------ | ----- | -------------------- | ---- | -------------------- | ----- | ----- | ----- | ----- | ----- | ----- |
| 23 Ago | 16:00 | República Dominicana | :    | Colombia             | -     | -     | -     | -     | -     | -     |
| 23 Ago | 19:30 | China                | :    | México               | -     | -     | -     | -     | -     | -     |
| 25 Ago | 16:00 | República Dominicana | :    | México               | -     | -     | -     | -     | -     | -     |
| 25 Ago | 19:30 | China                | :    | Colombia             | -     | -     | -     | -     | -     | -     |
| 27 Ago | 16:00 | Colombia             | :    | México               | -     | -     | -     | -     | -     | -     |
| 27 Ago | 19:30 | China                | :    | República Dominicana | -     | -     | -     | -     | -     | -     |

### Grupo G
- Sede: Phuket Municipal Stadium

| Equipo   | Partidos | Partidos | Partidos |      | Sets | Sets | Sets  | Puntos | Puntos | Puntos |
| Equipo   | PJ       | PG       | PP       | Pts. | SG   | SP   | Ratio | PG     | PP     | Ratio  |
| -------- | -------- | -------- | -------- | ---- | ---- | ---- | ----- | ------ | ------ | ------ |
| Polonia  | 0        | 0        | 0        | 0    | 0    | 0    | -     | 0      | 0      | 0      |
| Alemania | 0        | 0        | 0        | 0    | 0    | 0    | -     | 0      | 0      | 0      |
| Kenia    | 0        | 0        | 0        | 0    | 0    | 0    | -     | 0      | 0      | 0      |
| Vietnam  | 0        | 0        | 0        | 0    | 0    | 0    | -     | 0      | 0      | 0      |

- Resultados:

| Fecha  | Hora  | Equipo 1 | Sets | Equipo 2 | Set 1 | Set 2 | Set 3 | Set 4 | Set 5 | Total |
| ------ | ----- | -------- | ---- | -------- | ----- | ----- | ----- | ----- | ----- | ----- |
| 23 Ago | 17:00 | Alemania | :    | Kenia    | -     | -     | -     | -     | -     | -     |
| 23 Ago | 20:30 | Polonia  | :    | Vietnam  | -     | -     | -     | -     | -     | -     |
| 25 Ago | 17:00 | Alemania | :    | Vietnam  | -     | -     | -     | -     | -     | -     |
| 25 Ago | 20:30 | Polonia  | :    | Kenia    | -     | -     | -     | -     | -     | -     |
| 27 Ago | 17:00 | Kenia    | :    | Vietnam  | -     | -     | -     | -     | -     | -     |
| 27 Ago | 20:30 | Polonia  | :    | Alemania | -     | -     | -     | -     | -     | -     |

### Grupo H
- Sede: Estadio Cubierto Huamark

| Equipo  | Partidos | Partidos | Partidos |      | Sets | Sets | Sets  | Puntos | Puntos | Puntos |
| Equipo  | PJ       | PG       | PP       | Pts. | SG   | SP   | Ratio | PG     | PP     | Ratio  |
| ------- | -------- | -------- | -------- | ---- | ---- | ---- | ----- | ------ | ------ | ------ |
| Japón   | 0        | 0        | 0        | 0    | 0    | 0    | -     | 0      | 0      | 0      |
| Serbia  | 0        | 0        | 0        | 0    | 0    | 0    | -     | 0      | 0      | 0      |
| Ucrania | 0        | 0        | 0        | 0    | 0    | 0    | -     | 0      | 0      | 0      |
| Camerún | 0        | 0        | 0        | 0    | 0    | 0    | -     | 0      | 0      | 0      |

- Resultados:

| Fecha  | Hora  | Equipo 1 | Sets | Equipo 2 | Set 1 | Set 2 | Set 3 | Set 4 | Set 5 | Total |
| ------ | ----- | -------- | ---- | -------- | ----- | ----- | ----- | ----- | ----- | ----- |
| 23 Ago | 17:00 | Japón    | :    | Camerún  | -     | -     | -     | -     | -     | -     |
| 23 Ago | 20:30 | Serbia   | :    | Ucrania  | -     | -     | -     | -     | -     | -     |
| 25 Ago | 17:00 | Japón    | :    | Ucrania  | -     | -     | -     | -     | -     | -     |
| 25 Ago | 20:30 | Serbia   | :    | Camerún  | -     | -     | -     | -     | -     | -     |
| 27 Ago | 17:00 | Japón    | :    | Serbia   | -     | -     | -     | -     | -     | -     |
| 27 Ago | 20:30 | Ucrania  | :    | Camerún  | -     | -     | -     | -     | -     | -     |

## Segunda fase
- Sede: Estadio Cubierto Huamark

|  | Octavos de final | Octavos de final |              |  | Cuartos de final | Cuartos de final |  |  | Semifinales | Semifinales |  |  | Final | Final |
|  |                  |                  |              |  |                  |                  |  |  |             |             |  |  |       |       |
|  | 29 agosto        |                  |              |  |                  |                  |  |  |             |             |  |  |       |       |
|  |                  |                  |              |  |                  |                  |  |  |             |             |  |  |       |       |
|  | A1               |                  |              |  |                  |                  |  |  |             |             |  |  |       |       |
|  | 3 septiembre     |                  |              |  |                  |                  |  |  |             |             |  |  |       |       |
|  | H2               |                  |              |  |                  |                  |  |  |             |             |  |  |       |       |
|  |                  |                  |              |  |                  |                  |  |  |             |             |  |  |       |       |
|  | 29 agosto        |                  |              |  |                  |                  |  |  |             |             |  |  |       |       |
|  |                  |                  |              |  |                  |                  |  |  |             |             |  |  |       |       |
|  | H1               |                  |              |  |                  |                  |  |  |             |             |  |  |       |       |
|  |                  |                  | 6 septiembre |  |                  |                  |  |  |             |             |  |  |       |       |
|  | A2               |                  |              |  |                  |                  |  |  |             |             |  |  |       |       |
|  |                  |                  |              |  |                  |                  |  |  |             |             |  |  |       |       |
|  | 1 septiembre     |                  |              |  |                  |                  |  |  |             |             |  |  |       |       |
|  |                  |                  |              |  |                  |                  |  |  |             |             |  |  |       |       |
|  | D1               |                  |              |  |                  |                  |  |  |             |             |  |  |       |       |
|  | 4 septiembre     |                  |              |  |                  |                  |  |  |             |             |  |  |       |       |
|  | E2               |                  |              |  |                  |                  |  |  |             |             |  |  |       |       |
|  |                  |                  |              |  |                  |                  |  |  |             |             |  |  |       |       |
|  | 1 septiembre     |                  |              |  |                  |                  |  |  |             |             |  |  |       |       |
|  |                  |                  |              |  |                  |                  |  |  |             |             |  |  |       |       |
|  | E1               |                  |              |  |                  |                  |  |  |             |             |  |  |       |       |
|  |                  |                  | 7 septiembre |  |                  |                  |  |  |             |             |  |  |       |       |
|  | D2               |                  |              |  |                  |                  |  |  |             |             |  |  |       |       |
|  |                  |                  |              |  |                  |                  |  |  |             |             |  |  |       |       |
|  | 30 agosto        |                  |              |  |                  |                  |  |  |             |             |  |  |       |       |
|  |                  |                  |              |  |                  |                  |  |  |             |             |  |  |       |       |
|  | B1               |                  |              |  |                  |                  |  |  |             |             |  |  |       |       |
|  | 3 septiembre     |                  |              |  |                  |                  |  |  |             |             |  |  |       |       |
|  | G2               |                  |              |  |                  |                  |  |  |             |             |  |  |       |       |
|  |                  |                  |              |  |                  |                  |  |  |             |             |  |  |       |       |
|  | 30 agosto        |                  |              |  |                  |                  |  |  |             |             |  |  |       |       |
|  |                  |                  |              |  |                  |                  |  |  |             |             |  |  |       |       |
|  | G1               |                  |              |  |                  |                  |  |  |             |             |  |  |       |       |
|  |                  |                  | 6 septiembre |  |                  |                  |  |  |             |             |  |  |       |       |
|  | B2               |                  |              |  |                  |                  |  |  |             |             |  |  |       |       |
|  |                  |                  |              |  |                  |                  |  |  |             |             |  |  |       |       |
|  | 31 agosto        |                  |              |  |                  |                  |  |  |             |             |  |  |       |       |
|  |                  |                  |              |  | Tercer puesto    |                  |  |  |             |             |  |  |       |       |
|  | C1               |                  |              |  |                  |                  |  |  |             |             |  |  |       |       |
|  | 4 septiembre     | 4 septiembre     |              |  | 7 septiembre     | 7 septiembre     |  |  |             |             |  |  |       |       |
|  | 4 septiembre     | 4 septiembre     | F2           |  | 7 septiembre     | 7 septiembre     |  |  |             |             |  |  |       |       |
|  |                  |                  |              |  |                  |                  |  |  |             |             |  |  |       |       |
|  | 31 agosto        |                  |              |  |                  |                  |  |  |             |             |  |  |       |       |
|  |                  |                  |              |  |                  |                  |  |  |             |             |  |  |       |       |
|  | F1               |                  |              |  |                  |                  |  |  |             |             |  |  |       |       |
|  |                  |                  |              |  |                  |                  |  |  |             |             |  |  |       |       |
|  | C2               |                  |              |  |                  |                  |  |  |             |             |  |  |       |       |
|  |                  |                  |              |  |                  |                  |  |  |             |             |  |  |       |       |

- Resultados:

### Octavos de final
| Fecha  | Hora | Equipo 1 | Sets | Equipo 2 | Set 1 | Set 2 | Set 3 | Set 4 | Set 5 | Total |
| ------ | ---- | -------- | ---- | -------- | ----- | ----- | ----- | ----- | ----- | ----- |
| 29 Ago |      | A1       | :    | H2       | -     | -     | -     | -     | -     | -     |
| 29 Ago |      | H2       | :    | A2       | -     | -     | -     | -     | -     | -     |
| 30 Ago |      | B1       | :    | G2       | -     | -     | -     | -     | -     | -     |
| 30 Ago |      | G1       | :    | B2       | -     | -     | -     | -     | -     | -     |
| 31 Ago |      | C1       | :    | F2       | -     | -     | -     | -     | -     | -     |
| 31 Ago |      | F1       | :    | C2       | -     | -     | -     | -     | -     | -     |
| 01 Sep |      | D1       | :    | E2       | -     | -     | -     | -     | -     | -     |
| 01 Sep |      | E1       | :    | D2       | -     | -     | -     | -     | -     | -     |

### Cuartos de final
| Fecha  | Hora  | Equipo 1 | Sets | Equipo 2 | Set 1 | Set 2 | Set 3 | Set 4 | Set 5 | Total |
| ------ | ----- | -------- | ---- | -------- | ----- | ----- | ----- | ----- | ----- | ----- |
| 03 Sep | 17:00 |          | :    |          | -     | -     | -     | -     | -     | -     |
| 03 Sep | 20:30 |          | :    |          | -     | -     | -     | -     | -     | -     |
| 04 Sep | 17:00 |          | :    |          | -     | -     | -     | -     | -     | -     |
| 04 Sep | 20:30 |          | :    |          | -     | -     | -     | -     | -     | -     |

### Semifinales
| Fecha  | Hora  | Equipo 1 | Sets | Equipo 2 | Set 1 | Set 2 | Set 3 | Set 4 | Set 5 | Total |
| ------ | ----- | -------- | ---- | -------- | ----- | ----- | ----- | ----- | ----- | ----- |
| 06 Sep | 15:30 |          | :    |          | -     | -     | -     | -     | -     | -     |
| 06 Sep | 19:30 |          | :    |          | -     | -     | -     | -     | -     | -     |

### Tercer puesto
| Fecha  | Hora  | Equipo 1 | Sets | Equipo 2 | Set 1 | Set 2 | Set 3 | Set 4 | Set 5 | Total |
| ------ | ----- | -------- | ---- | -------- | ----- | ----- | ----- | ----- | ----- | ----- |
| 07 Sep | 15:30 |          | :    |          | -     | -     | -     | -     | -     | -     |

### Final
| Fecha  | Hora  | Equipo 1 | Sets | Equipo 2 | Set 1 | Set 2 | Set 3 | Set 4 | Set 5 | Total |
| ------ | ----- | -------- | ---- | -------- | ----- | ----- | ----- | ----- | ----- | ----- |
| 07 Sep | 19:30 |          | :    |          | -     | -     | -     | -     | -     | -     |